# Camillo Palmerini

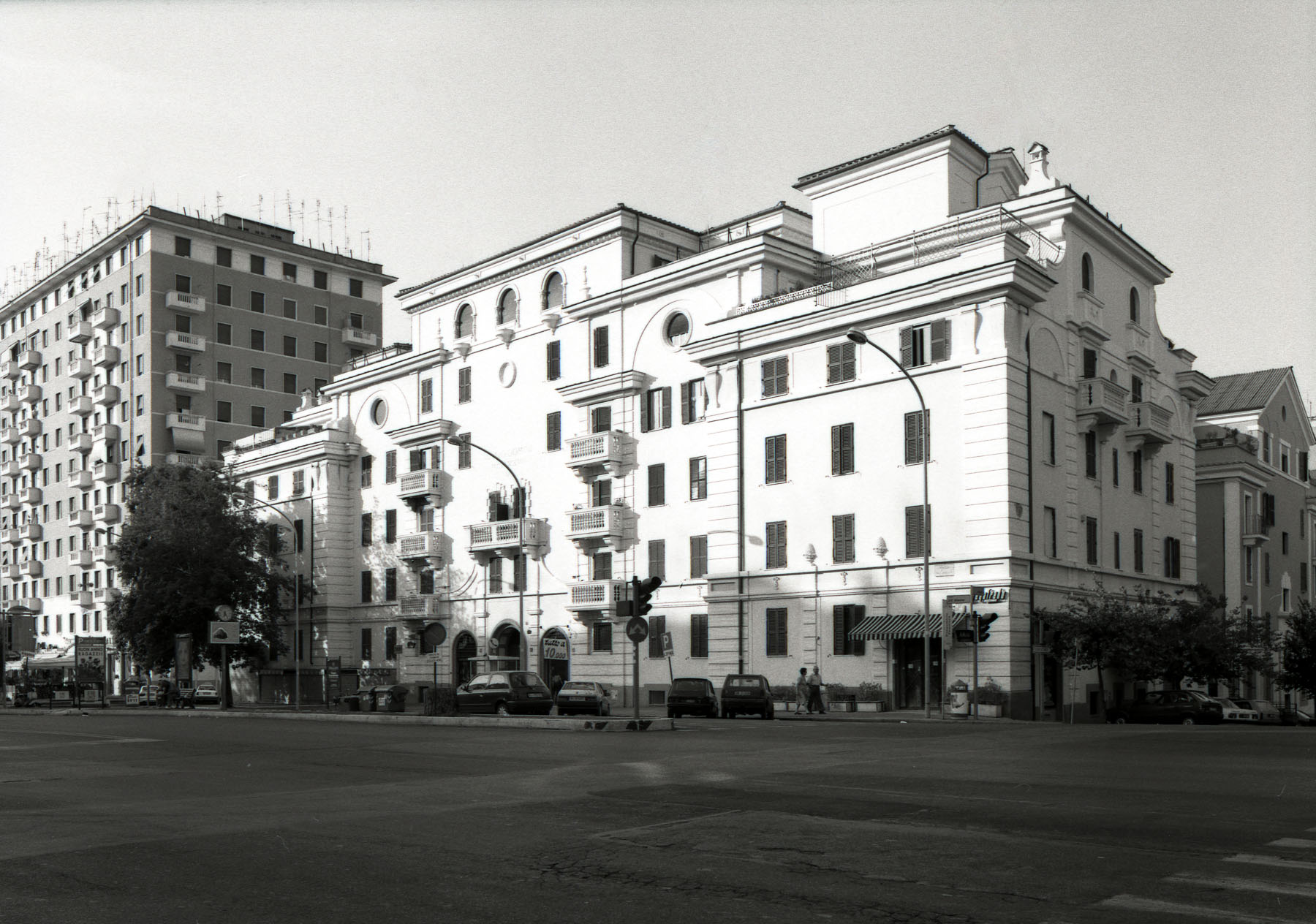
Roma, Piazza dell'Alberone, edificio IACP 1927 di Camillo Palmerini (1995)

Camillo Palmerni (Roma, 3 aprile 1893 – Roma, 30 giugno 1967) è stato un architetto italiano.

## Biografia
Nato a Roma nel 1893, appassionato sin da piccolo dell'arte del disegno, viene inscritto dalla famiglia all'Accademia di Belle Arti di via Ripetta, dove si diploma nel 1915 in disegno e progetto architettonico. Nel 1918 inizia la sua collaborazione con l'Istituto Case Popolari di Roma dove rimase per circa quarant'anni collaborando con architetti e ingegneri tra cui Innocenzo Sabbatini, Plinio Marconi, Carlo Polidori e Alberto Calza Bini.

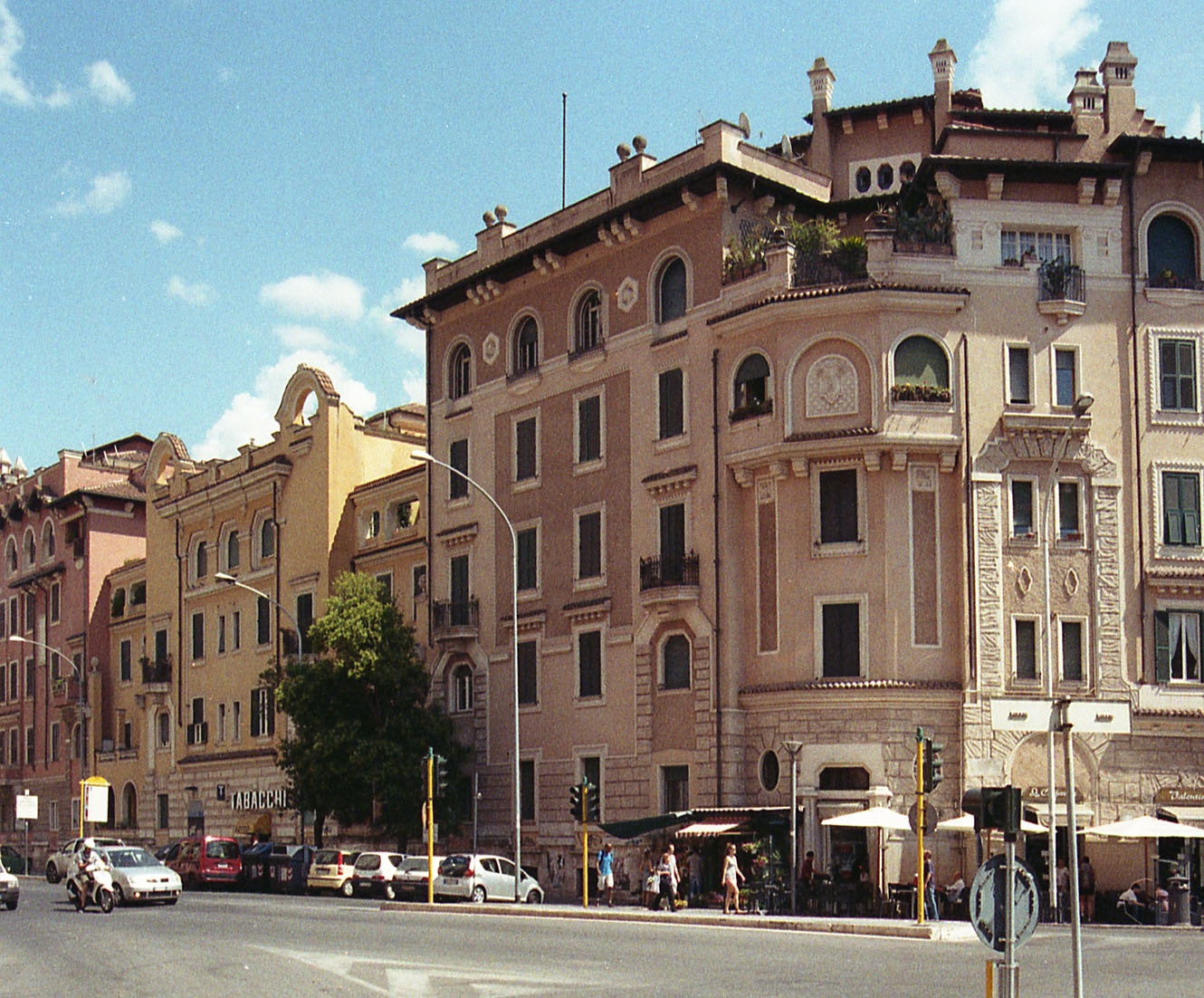
Palazzine a via Soana, piazza Tuscolo

Uno dei primi lavori la progettazione di alcuni edifici lungo il viale dei Romagnoli ad Ostia, per intervenire alla Garbatella con palazzine in piazza Brin, e a Monte Sacro.
Negli anni '20 progetta edifici in via La Spezia (Complesso Appio II), in via Appia Nuova e in piazza Tuscolo. Del 1927 è il blocco di edifici tra piazza dell'Alberone n. 15 e via Appia Nuova n. 359.

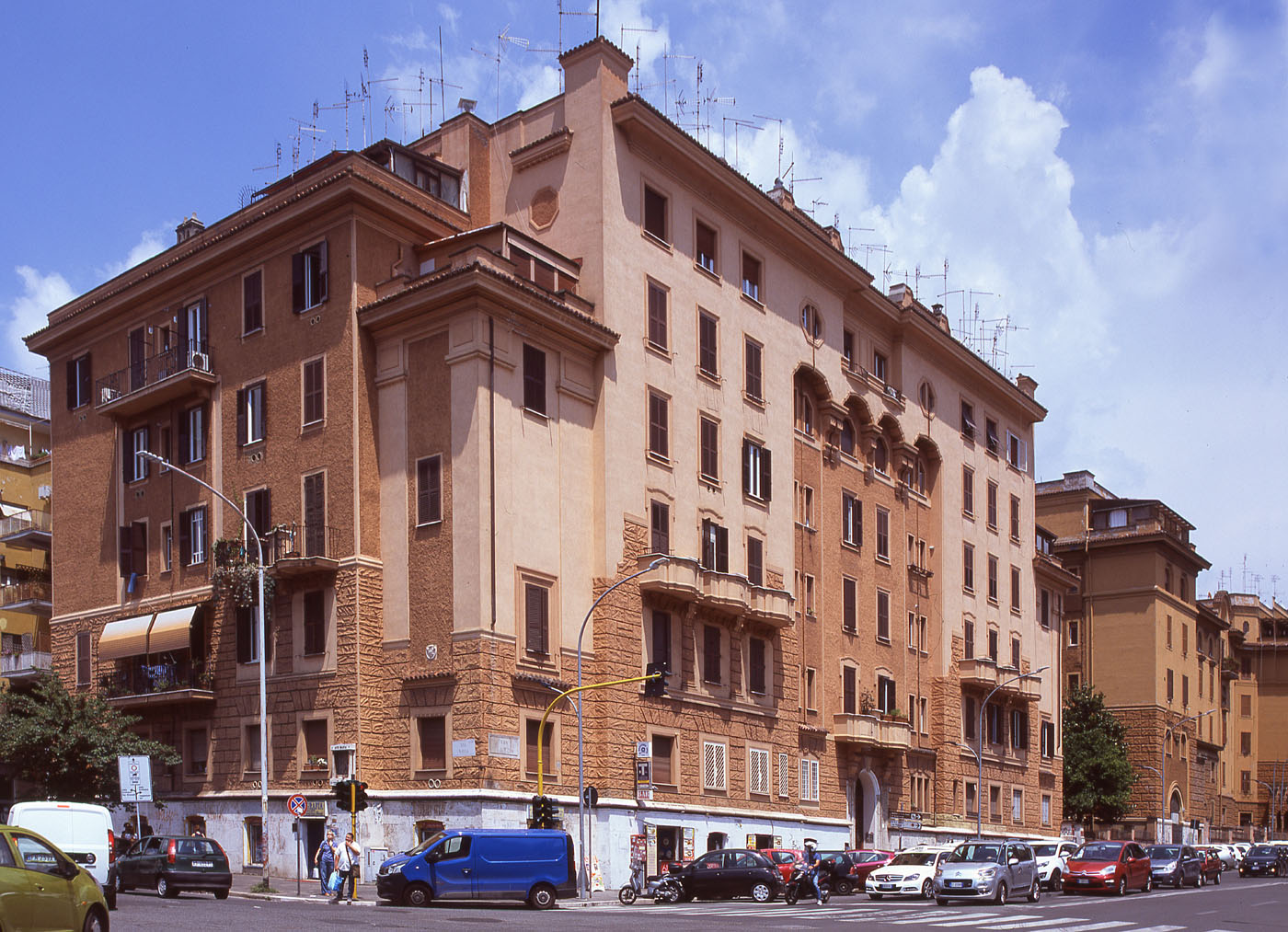
Gli edifici di via La Spezia

Nel secondo dopoguerra lavora all'allestimento di scenografie per il Teatro Valle.
Muore a Roma nel 1967.